# اوتزانو
اوتزانو (به ایتالیایی: Uzzano) یک کومونه در ایتالیا است که در استان پیستویا واقع شده‌است. اوتزانو ۷٫۸ کیلومتر مربع مساحت و ۵٬۰۱۹ نفر جمعیت دارد و ۵۰ متر بالاتر از سطح دریا واقع شده‌است.